# آنتون کوگلر
آنتون کوگلر (انگلیسی: Anton Kugler; ۲۸ مارس ۱۸۹۸ – ۲ ژوئن ۱۹۶۲) بازیکن فوتبال اهل آلمان بود.
از باشگاه‌هایی که در آن بازی کرده‌است می‌توان به باشگاه فوتبال نورنبرگ اشاره کرد.
وی همچنین در تیم ملی فوتبال آلمان بازی کرده‌است.